# Mass Effect (serie)

Logo ufficiale della serie Mass Effect

Mass Effect è una serie di videogiochi action-RPG sviluppati da BioWare e pubblicati da Electronic Arts a partire dal 2007.
Ideata dall'autore Drew Karpyshyn, la serie conta tre capitoli principali e uno spin-off, oltre a numerosi romanzi e fumetti che espandono l'universo dei videogiochi.

## Videogiochi
| Anno                | Titolo                         | Sviluppatore        | Piattaforme         | Piattaforme         | Piattaforme         | Piattaforme         |
| Capitoli principali | Capitoli principali            | Capitoli principali | Capitoli principali | Capitoli principali | Capitoli principali | Capitoli principali |
| ------------------- | ------------------------------ | ------------------- | ------------------- | ------------------- | ------------------- | ------------------- |
| 2007                | Mass Effect                    | BioWare             | Xbox 360            | PlayStation 3       | Microsoft Windows   |                     |
| 2010                | Mass Effect 2                  | BioWare             | Xbox 360            | PlayStation 3       | Microsoft Windows   |                     |
| 2012                | Mass Effect 3                  | BioWare             | Xbox 360            | PlayStation 3       | Microsoft Windows   | Wii U               |
| Spin-off            |                                |                     |                     |                     |                     |                     |
| 2017                | Mass Effect: Andromeda         | BioWare             | Xbox One            | PlayStation 4       | Microsoft Windows   |                     |
| Raccolte            |                                |                     |                     |                     |                     |                     |
| 2012                | Mass Effect: Trilogy           | BioWare             | Xbox 360            | PlayStation 3       | Microsoft Windows   |                     |
| 2021                | Mass Effect: Legendary Edition | BioWare             | Xbox One            | PlayStation 4       | Microsoft Windows   |                     |
| Videogiochi mobili  |                                |                     |                     |                     |                     |                     |
| 2009                | Mass Effect Galaxy             | BioWare             | iOS                 |                     |                     |                     |
| 2012                | Mass Effect: Infiltrator       | IronMonkey Studios  | iOS                 | Android             | Windows Phone       | BlackBerry 10       |
| 2012                | Mass Effect Datapad            | BioWare             | iOS                 | Android             |                     |                     |
| 2017                | Mass Effect: Andromeda APEX HQ | BioWare             | iOS                 | Android             |                     |                     |

### Capitoli principali

#### Mass Effect
Primo capitolo della serie, Mass Effect è stato originariamente pubblicato nel 2007 come titolo esclusivo per Xbox 360 e Microsoft Windows da Xbox Game Studios, mentre nel 2012 è stato pubblicato da Electronic Arts anche per PlayStation 3. Il gioco si concentra sul protagonista, il comandante Shepard, membro dell'organizzazione militare umana chiamata Alleanza dei Sistemi, e sulla loro missione per impedire allo Spettro Saren Arterius di guidare un esercito di macchine senzienti Geth per conquistare la Via Lattea. Durante l'inseguimento di Saren, Shepard sviluppa relazioni chiave con altri personaggi, che diventeranno parte della sua squadra, il tutto mentre apprende di una minaccia molto più grande sotto forma di Razziatori. Nella sua missione scoprirà che Saren è stato indottrinato mentalmente dalla Sovereign, il primo Razziatore, e inviato nello Spazio della Cittadella per iniziare l'eliminazione di tutta la vita organica avanzata nella galassia, un ciclo ripetuto dai Razziatori ogni 50 000 anni.
Contenuti aggiuntivi:
- Impatto imminente
- Stazione Pinnacle

#### Mass Effect 2
Secondo capitolo della serie, Mass Effect 2 è stato rilasciato il 26 gennaio 2010 in Nord America e il 29 gennaio in Europa per Xbox 360 e Microsoft Windows, mentre il 18 gennaio 2011 per PlayStation 3. Il gioco si svolge due anni dopo gli eventi di Mass Effect. Le colonie umane vengono attaccate e i loro coloni scompaiono senza lasciare traccia. Inviato per delle sospette attività Geth in ricognizione, Shepard sarà vittima di un attacco da parte dei Collettori, una specie subordinata ai Razziatori nata dalla trasformazione genetica dei Prothean, che distruggerà la sua nave e lo ucciderà. Riportato in vita dal Progetto Lazarus di Cerberus, un'organizzazione paramilitare pro-umani, è costretto a una difficile alleanza nel tentativo di scoprire la verità sulle colonie. Nonostante riesca a mantenere rapporti con l'Alleanza dei Sistemi, scopre che gli attacchi alle colonie sono causate dai Collettori, che utilizzano i rapimenti per trasformare le persone. Shepard parte per una "missione suicida" per fermare i Collettori, accompagnato da una squadra selezionata di soldati, assassini, cacciatori di taglie, mercenari e specialisti suggeriti dall'Uomo Misterioso, la figura capo di Cerberus.
Contenuti aggiuntivi:
- Avvento
- Firewalker
- Kasumi - La memoria rubata
- L'Ombra
- Overlord
- Punto di schianto della Normandy
- Zaeed - Il prezzo della vendetta

#### Mass Effect 3
Terzo capitolo della serie, Mass Effect 3 è stato distribuito nel 2012 per Xbox 360, Microsoft Windows, PlayStation 3 e Wii U. Nel capitolo finale della trilogia, il Comitato di Difesa dell'Alleanza, resosi conto della concretezza del pericolo dei Razziatori, convoca Shepard a Vancouver per organizzarsi su come fronteggiare la minaccia dei Razziatori che, nel mentre della riunione e inaspettatamente, hanno iniziato la loro epurazione della galassia, attaccando vari pianeti, tra cui la Terra. Durante questo attacco il Comandante Shepard è costretto a fuggire. Dopo essere fuggito dalla Terra, il Comandante Shepard è convocato su Marte per indagare su un'importante stazione di ricerca ospitante antichi archivi Prothean, che ha smesso di rispondere. Dopo aver incontrato Liara T'Soni, dovrà combattere le truppe di Cerberus, oramai indottrinate anche loro. Durante il corso della storia Shepard dovrà radunare le razze avanzate della galassia per fare un'ultima resistenza, non solo per salvare la Terra, ma anche per interrompere un ciclo che dura da milioni di anni.
Contenuti aggiuntivi:
- Dalle ceneri
- Il Leviatano
- La Cittadella
- Omega

### Spin-off

#### Mass Effect: Andromeda
Primo spin-off della serie, Mass Effect: Andromeda è stato pubblicato nel 2017 per Xbox One, Windows e PlayStation 4. Ambientato 600 anni dopo gli avvenimenti della trilogia, il gioco segue le vicende dell’Iniziativa Andromeda, una missione per colonizzare la Galassia di Andromeda. Guidata da un nuovo protagonista, il Pioniere Ryder, il giocatore assume il controllo di Scott Ryder o Sara Ryder, due soldati fratelli; secondo la scelta del sesso del personaggio, il rispettivo diventerà un personaggio non giocabile della storia. L’obiettivo è trovare un pianeta abitabile per l’umanità e le altre specie della Via Lattea, affrontando minacce aliene, misteri tecnologici e problemi diplomatici.

### Videogiochi mobili

#### Mass Effect: Galaxy
Mass Effect Galaxy è un videogioco sparatutto sviluppato dalla BioWare esclusivamente per dispositivi iOS, primo spin-off della serie dedicato al mobile, pubblicato il 22 giugno 2009. Ambientato prima degli eventi di Mass Effect 2, narra gli avvenimenti che hanno portato Jacob Taylor a conoscere Miranda Lawson e ad unirsi all'associazione paramilitare umana Cerberus.

#### Mass Effect: Infiltrator
Secondo gioco per dispositivi mobili, Mass Effect: Infiltrator è stato rilasciato il 6 marzo 2012 per i dispositivi iOS e il 22 maggio per i dispositivi Android. Il gioco si concentra sull'agente di Cerberus Randall Ezno. Ambientato nella Via Lattea nel 2186, durante la Guerra dei Razziatori, Ezno si trova a dare la caccia ad un Turian su un pianeta gigante ghiacciato. Giunto sul luogo della missione, dopo aver combattuto contro i Geth ed essere riuscito a catturare il ricercato, si reca alla stazione spaziale di Cerberus Barn limitrofe al pianeta LV426, dove vengono effettuati degli esperimenti sugli umani, sugli alieni e sulla tecnologia dei Razziatori. Un hacker Volus nascosto nella stazione comincia comunicare con lui e lo guida verso Inali, costretta dal Direttore, il responsabile di Cerberus della stazione. Affrontando vari soldati, mech di sicurezza e alieni modificati geneticamente, Ezno riesce a raggiungere il ripetitore, contattare l'Alleanza e prendere una navetta dall'hangar per raggiungere LV426, dove combatterà contro Inali.

#### Mass Effect: Datapad
Mass Effect: Datapad era un'app gratuita che permetteva ai giocatori di controllare lo stato della mappa galattica in Mass Effect 3 e ricevere messaggi dai personaggi. L'applicazione conteneva informazioni sui personaggi, razze, veicoli, armi e trama dell'universo della serie, così come i mini-giochi che interagiscono con il sistema "Galaxy at War" di Mass Effect 3. È stata rimossa dall'App Store e da Play Store il 5 giugno 2013.

#### Mass Effect: Andromeda APEX HQ
APEX HQ è l'app per il multigiocatore di Mass Effect: Andromeda. Rilasciata il 15 marzo in Canada, Irlanda, Romania e Singapore, e in tutto il mondo il 20 marzo 2017, l'app permette ai giocatori di visualizzare i loro progressi multiplayer, equipaggiare i personaggi, assegnare punti abilità, gestire le squadre di attacco e accedere alla loro lista amici. L'app non può essere utilizzata mentre si è connessi al gioco.

### Raccolte

#### Mass Effect Trilogy
Mass Effect Trilogy è un cofanetto che contiene i primi tre giochi della serie, rilasciato il 6 novembre 2012 per Microsoft Windows e Xbox 360 e il 4 dicembre 2012 per PlayStation 3. Per la versione PlayStation, Trilogy include alcuni contenuti scaricabili, mentre la versione per Xbox include tutti i DLC che sono stati forniti con i giochi originali.

#### Mass Effect Legendary Edition
La Mass Effect Legendary Edition è una raccolta rimasterizzata della trilogia originale di Mass Effect, sviluppata da BioWare e pubblicata da Electronic Arts il 14 maggio 2021 per Xbox One, PlayStation 4 e Microsoft Windows, con ottimizzazioni per PlayStation 5 e Xbox Series X/S. Include i tre giochi principali (Mass Effect, Mass Effect 2 e Mass Effect 3) e quasi tutti i DLC, migliorati con grafica in 4K UHD, HDR, texture in alta risoluzione, illuminazione e ombre più realistiche, oltre a un frame rate più stabile. Il primo capitolo ha subito le modifiche più significative, con gameplay modernizzato, un sistema di mira rivisitato e miglioramenti al controllo del Mako. La trama segue il Comandante Shepard nella sua missione per salvare la galassia dai Razziatori, antiche macchine distruttive che ciclicamente annientano le civiltà avanzate. Le decisioni prese in ogni gioco influenzano la storia complessiva, rendendo l’esperienza fortemente narrativa e personalizzabile. La Legendary Edition ha ricevuto ottime recensioni per la qualità della rimasterizzazione, sebbene sia senza contenuti nuovi.

## Progetti futuri
Durante la cerimonia dei The Game Awards è stato annunciato da BioWare attraverso un trailer che il prossimo Mass Effect è attualmente in sviluppo. Nella scena finale del video, viene inquadrata la dottoressa Liara T'Soni raccogliere un pezzo di metallo con su scritto N7 lasciando presagire, che la narrativa potrebbe riprendere dal finale di Mass Effect 3.

## Altri media

### Film
- Mass Effect: Paragon Lost

### Romanzi
- Mass Effect: Revelation
- Mass Effect: Ascension
- Mass Effect: Retribution
- Mass Effect: Deception
- Mass Effect: Andromeda - Nexus Uprising
- Mass Effect: Andromeda - Initiation
- Mass Effect: Andromeda - Annihilation

### Fumetti
- Mass Effect: Redemption
- Mass Effect: Evolution
- Mass Effect: Invasion
- Mass Effect: Homeworlds
- Mass Effect: Foundation
- Mass Effect: Incursion
- Mass Effect: Inquisition
- Mass Effect: Conviction
- Mass Effect: Blasto: Eternity Is forever
- Mass Effect: He Who Laughs Best

### Raccolte
- Mass Effect: The Complete Comix

## Ambientazione

### Capitoli principali
Gli eventi della serie hanno luogo nel XXII secolo d.C. in vari sistemi della Via Lattea. L'umanità, trovata casualmente un'avanzatissima tecnologia aliena durante l'esplorazione di Marte, è in grado di percorrere lunghe distanze nello spazio e di fondare colonie su altri pianeti. Ha costituito un'organizzazione politica, l'Alleanza dei Sistemi, con il compito di tutelare i propri interessi nella galassia, e una flotta capace di difendere le proprie colonie. È una potenza in piena ascesa quando, nel 2157, la piccola colonia periferica di Shanxi viene attaccata dai Turian: è l'inizio della Guerra del Primo Contatto. Questa prosegue finché il Consiglio della Cittadella, un governo contenente una rappresentanza delle tre razze politicamente e militarmente più influenti della galassia (Asari, Salarian e gli stessi Turian), decide di concedere agli umani un'ambasciata all'interno della Cittadella stessa, dando inizio ad un periodo di pace. Ma la pace galattica è destinata a durare poco tempo: già durante il primo Mass Effect torneranno infatti ad affacciarsi sulla Via Lattea i Razziatori, macchine che, si scoprirà, già in passato sono state capaci di distruggere intere civiltà. Il compito del giocatore, nei tre capitoli della serie di videogiochi, sarà quello di svelare i loro piani e impedire che vengano messi in atto agendo nei panni del comandante Shepard, soldato umano d'èlite.

#### Luoghi
- Thessia: Il pianeta natale asari è stato definito "il gioiello della galassia". Le sue repubbliche hanno un'incidenza notevolmente bassa di guerra, malattie, crimine violento o carestia, in un'economia stabile sostenuta da ricche colonie e dalle vaste riserve di elemento zero. Tracce di eezo nell'acqua e nel suolo sono così comuni che la maggior parte della vita si è adattata alla sua presenza.
- Sur'Kesh: Il pianeta natale salarian è stato paragonato alle giungle della Terra: bello da vedere, brulicante di vita, scomodo da vivere e pericoloso per gli incauti. I salarian hanno avuto significativi problemi di inquinamento e sprechi all'inizio della loro società. Adottando soluzioni sociali rapide, e attraverso complesse regole di riproduzione, Sur'Kesh ora mantiene una popolazione affollata ma sostenibile. Il pianeta tende ad essere più umido della Terra, e le città non risparmiano spese per raccogliere e fornire acqua fresca.
- Dekuuna: Il pianeta natale Elcor, trabocca di risorse naturali protette dalla legge, da grandi giacimenti di metalli preziosi a vaste foreste. Gli elcor vivono in praterie ricche vicino all'equatore. La maggior parte degli insediamenti è situata all'interno di questa fascia, in quanto i conservatori Elcor hanno poca voglia di costruire fuori dalla loro zona di comfort. Le loro capitali gemelle sono destinate alle migrazioni dalla stagione delle piogge alla stagione secca, una tradizione resa obsoleta dalla tecnologia moderna ma ancora osservata.
- Kahje: Con il 90% della sua superficie coperta da un vasto oceano, Kahje è permanentemente avvolto in una coltre di nuvole creata dal calore della sua energetica stella bianca. Sotto la copertura nuvolosa, le masse terrestri consistono unicamente di piccole isole. L'atmosfera di Kahje è perfetta per la vita; mentre contiene alcune tracce di ammoniaca, consiste principalmente di ossigeno, idrogeno e azoto, simile a quella sulla Terra. Sfortunatamente, il clima si è rivelato troppo umido per i drell, che sono stati evacuati lì dal loro pianeta morente, e vivono in città a cupola controllate. Kahje è costellato di rovine Prothean, come il monte Vassla, un vulcano sottomarino.
- Irune: Il pianeta natale volus ha un'alta pressione e una gravità elevata che supporta un'ecologia basata sull'ammoniaca. Ciò significa che i volus sono stati lenti a colonizzare, in quanto vi sono pochi pianeti che soddisfano i loro requisiti di abitazione. La maggior parte preferisce rimanere su Irune, lavorando in remoto tramite l'extranet. Irune è notevole per aver eliminato la guerra come un'istituzione dello stato. La cultura Volus manca della visione romantica della guerra trovata nelle specie più aggressive della galassia. Le schermaglie fisiche tra gruppi raramente durano a lungo, e sono quasi sempre terminate da azioni di castigo sociale, accordi di contrattazione o dure sanzioni economiche. Le città di Irune tendono a essere costruite su rotte commerciali veloci piuttosto che su posizioni militarmente difendibili.
- Khar'shan: Il pianeta natale batarian, è avvolto più nelle menzogne che nel mistero. La propaganda dell'Egemonia afferma che ha 15 miliardi di abitanti e un'economia che rivaleggia con le asari. Sebbene il commercio di schiavi legali aumenti un po' 'i profitti batarian, le sanzioni della Cittadella hanno trasformato l'Egemonia in una tigre di carta
- Palaven: Quando i Turian entrarono nella comunità galattica, una diplomatica asari descrisse il loro pianeta natale, Palaven, come "un mondo argentato di fuoco e fortezze". Il campo magnetico di Palaven, infatti, è talmente debole e quindi inefficace come schermatura solare che gran parte delle forme di vita planetarie hanno sviluppato carapaci metallici per proteggersi dalle radiazioni. Anche la vita fotosintetica ha dovuto adeguarsi, interrompendo i processi metabolici più sensibili durante le ore diurne e riparando i danni cellulari in quelle notturne. Le fortificazioni delle città turian denotano una società militarizzata, anche se in epoca moderna i conflitti interni sono diventati più simili a faide d'onore con poche vittime tra i civili.
- Tuchanka: Ricoperto di crateri da bombardamento, macerie radioattive, cenere soffocante, saline e mari alcalini, Tuchanka può a malapena sostenere la vita. Migliaia di anni fa, la vita cresceva in modo accanito sotto la stella di classe F Aralakh. Questo mondo è morto nelle tempeste di fuoco nucleari dopo che i krogan hanno diviso l'atomo. Una "piccola era glaciale" causata dall'inverno nucleare uccise gran parte della restante vita vegetale.

### Spin-off
Gli eventi di Mass Effect: Andromeda hanno luogo nel XXIX secolo d.C., dopo un viaggio durato circa 600 anni. Il prologo del capitolo, invece, si svolge nel XXII secolo, in parallelo agli eventi di Mass Effect 2. L'umanità, insieme alle tre principali razze affiliate alla Cittadella (Asari, Salarian e Turian) sta progettando di popolare nuovi mondi nella Galassia di Andromeda come parte di una piano spaziale per sfuggire alla possibile minaccia dei Razziatori. Le quattro razze partiranno per un viaggio lungo 600 anni, ibernati nelle proprie navi. Giunti nella nuova galassia, trovano la minaccia dei Kett, una popolazie nativa di Andromeda. Il compito del giocatore, che prenderà i panni di Sara o Scott Ryder, dovrà scoprire nuovi mondi da colonizzare.

## Specie

### Triologia

#### Cittadella
- Asari: Originarie di Thessia, sono la specie più influente e rispettata nella galassia e sono famose per la loro eleganza, diplomazia e attitudine biotica. Una razza mono-genere, le asari hanno fisiologia unica, espressa in una vita millenaria e la capacità di riprodursi con partner di qualsiasi genere o specie. Ciò conferisce loro un atteggiamento conservatore ma conviviale nei confronti delle altre razze. Favorendo il compromesso e la cooperazione sul conflitto, le asari furono determinanti nel proporre e fondare il Consiglio e da allora sono state al centro della società galattica.
- Custodi: sono una specie insettoide, simile agli afidi, che si possono trovare unicamente sulla Cittadella. La loro creazione è riconducibile ai prothean, con lo scopo di creare dei sorveglianti per la Cittadella. Docili e innocui, sono quasi completamente sconosciuti nell'universo di Mass Effect, proprio perché si autodistruggono quando si prova a studiarli o ad avere un contatto con loro, anche se studiarli è illegale. Sono essenziali per il funzionamento della Cittadella.
- Drell: sono una specie umanoide rettiloforme originaria di Rakhara che vennero salvati dagli hanar quando il loro pianeta natale iniziò la sua estinzione a causa di una possente industrializzazione. Da allora, i drell sono rimasti fedeli agli hanar e si sono inseriti tranquillamente nella società galattica. Quasi tutti sono profondamente religiosi, presentano tessuti muscolari più densi, hanno occhi con una membrana nittitante e condividono una memoria eidetica.
- Elcor: sono una specie della Cittadella originaria di Dekuuna. Sono creature massicce, stanno in piedi su quattro gambe muscolose per aumentare la stabilità. Gli Elcor si muovono lentamente, una risposta evolutiva verso un ambiente in cui una caduta può essere letale. Questo ha colorato la loro psicologia, rendendoli deliberati e prudenti.
- Hanar: Gli hanar sono una specie simile alla medusa terrestre, originaria di Kahje e sono una delle poche razze della Cittadella non bipede. Gli Hanar sono noti per la loro intensa cortesia quando parlano e per le loro forti credenze religiose riguardo ai Prothean, a cui si riferiscono come "gli Illuminati".
- Salarian: Sono anfibi a sangue caldo nativi di Sur'Kesh. Possiedono un metabolismo iperattivo; pensano velocemente, parlano velocemente e si muovono velocemente. Per i salarian, le altre specie sembrano pigre e ottuse. Sfortunatamente, ciò li lascia con una durata di vita relativamente breve; i salarian di età superiore a 40 anni sono una rarità. Sono noti per la loro capacità di osservazione e il pensiero non lineare. Ciò si manifesta con un'attitudine alla ricerca e allo spionaggio. Stanno costantemente sperimentando e inventando, ed è generalmente accettato che sappiano sempre più di quanto stanno lasciando intendere.
- Turian: Originari di Palaven, i turian sono meglio conosciuti per il loro ruolo militare, in particolare per il loro contributo di soldati e astronavi alla Flotta della Cittadella. Hanno ottenuto il loro posto nel Consiglio dopo aver sconfitto i krogan. Sono rispettati per la loro etica del servizio pubblico ma a volte sono visti come imperialisti o rigidi da altre razze. C'è una certa animosità tra turian e umani, in gran parte a causa del ruolo dei turian nella Guerra del Primo Contatto. Questa amarezza sta lentamente iniziando a guarire - come dimostra la cooperazione delle due razze sulla costruzione della SSV Normandy - ma molti turian continuano a risentire gli umani, e viceversa.
- Umani: provenienti dal pianeta Terra, sono la specie senziente più recente che si è diffusa nella galassia. Fisicamente sono alla pari con i turian, più forti ma più lenti rispetto ai salarian. La loro espansione inizia nel XXI secolo, quando nel 2069 venne creato l'Avamposto Armstrong, il primo insediamento umano extraterrestre e nel 2103 l'agenzia spaziale europea ha fondato Lowell City, la prima città umana fuori dalla Terra. A seguito dell'attacco dei geth e della Sovereign alla Cittadella, gli umani ottengono il seggio nel Consiglio della Cittadella, aumentando così il livello di rilievo nella galassia.
- Volus: I volus sono una razza associata sulla Cittadella con la propria ambasciata, ma sono anche una razza cliente dei turian. Sono originari di Irune. I volus devono indossare tute e il loro vero aspetto è sconosciuto. Poiché non sono fisicamente abili rispetto alla maggior parte delle specie, i volus esercitano la loro influenza attraverso il commercio, e hanno una lunga storia sulla Cittadella. Tuttavia, non sono mai stati invitati a unirsi al Consiglio, che è un punto dolente per molti individui volus.

#### Esterne
- Alieni Virtuali: gli alieni virtuali sono una specie di alieni estinta che hanno unificato le loro menti in un supercomputer gestito da un'intelligenza artificiale all'interno di una nave spaziale. La specie si è estinta quando la stella del loro sistema si è trasformata in una supernova. Hanno contatti con il Consiglio e nonostante non abbiano un corpo fisico, possiedono la capacità di controllarne uno.
- Batarian: Una razza di bipedi a quattro occhi nativi di Khar'shan. I batarian sono una specie poco raccomandabile che ha scelto di isolarsi dal resto della galassia. I Sistemi Terminus sono infestati da bande di pirati batarian. Questi criminali non rappresentano i cittadini medi, ai quali è vietato lasciare lo spazio batarian dal loro onnipresente e paranoico governo. Nonostante i numerosi disaccordi con la Cittadella e l'ostilità latente verso gli umani, la maggior parte dei batarian preferisce le attività redditizie alla guerra vera e propria. Hanno la reputazione di essere uomini d'affari e commercianti accorti, anche se in regioni senza legge della galassia come Omega, le negoziazioni con un batarian sono probabilmente condotte sotto minaccia. I Batarian avevano un'ambasciata sulla Cittadella, ma la lasciarono nel 2160.
- Collettori: i collettori sono una specie frutto degli esperimenti dei Razziatori. Il loro fisico assomiglia a quello degli insetti, camminano in posizione bipede, hanno un esoscheletro chitinoso e possideno delle ali completamente sviluppate che permettono loro di volare per brevi distanze. La loro comunicazione vocale consiste principalmente in cinguettii e trilli, anche se sono in grado di parlare lingue. Il loro habitat si trova unicamente oltre il portale di Omega 4 e raramente si avvistano fuori da esso. Sono tecnologicamente avanzati e offrono le loro tecnologie in cambio di membri di specie in salute. I Razziatori hanno indottrinato i prothean e li hanno modificati geneticamente aggiungendo componenti meccaniche, dando vita così alla specie.
- Geth: i geth, il cui nome significa "Servitori del popolo", sono una specie di intelligenze artificiali rudimentali interconnesse create dai quarian per aumentare la forza lavoro e per usarli come strumenti di guerra. Vennero concepiti come intelligenta virtuale non senziente, con sembianze fisiche che ricorda quella dei loro creatori. Avendo una memoria capace di essere condivisa nel gruppo (swarm intelligence), lentamente acquisirono autocoscienza e un pensiero indipendente, diventando senzienti e mettendo in discussione i loro padroni. I quarian cercarono di sopprimerli uccidendoli, ma i geth risposero: così iniziò la guerra degli Albori o guerra dei Geth, che ridusse i quarian a fuggire da Rannoch e vivere come nomadi. Nonostante l'abbandono di Rannoch preferiscono vivere in stazioni spaziali, anche se si definiscono guardiani dei pianteti dei quarian.
- Krogan: Sono dei rettili nativi di Tuchanka. Quando la società krogan divenne tecnologicamente più avanzata, così fecero le loro armi. Il risultato fu la nuclearizzazione del loro pianeta. Con l'aiuto dei salarian, i krogan furono "elevati" nella società galattica e prestarono il loro numero e la loro abilità militare per porre fine alle Guerre Rachni. Ironia della sorte, dopo che i rachni furono sradicati, i krogan in rapida espansione divennero a loro volta una minaccia per la galassia, dando inizio alle Ribellioni Krogan e costringendo i turian a scatenare la genofagia. Questa "infezione" genetica ha ridotto drasticamente la fertilità nelle femmine krogan, causando un grave calo nelle nascite e, infine, eliminando il vantaggio numerico del krogan.
- Leviatani: sono un'antica specie acquatica dominatrice della galassia, con sembianze simili ad un calamaro o una seppia. Si considerano come la prima ed unica specie suprema della galassia. Sono una specie schiavista che ha utilizzato i propri schiavi per potenziarsi e poter viaggiare nello spazio. Spesso gli schiavi utilizzavano dei sintetici, che spesso si ribellavano, per aiutare i leviatani. Per risolvere questi problemi i leviatani crearono un'intelligenza artificiale che sottovalutano non considerandola un pericolo: questa si ribellò ai creatori e li sterminarono. Con i leviatani morti, l'intelligenza creò l'Araldo, il primo Razziatore. Con l'avvento dei Razziatori, i Leviatani furono costretti a nascondersi per sopravvivere, cancellando ogni prova della loro esistenza.
- Quarian: Sono una specie nomade e sono noti per le loro abilità con la tecnologia e l'intelligenza sintetica. Circa trecento anni fa, i quarian crearono i Geth, delle IA rudimentali, per fungere da efficiente fonte di lavoro. Tuttavia, quando i geth divennero gradualmente senzienti, i quarian rimasero terrorizzati dalle possibili conseguenze e cercarono di distruggere le loro creazioni. I geth vinsero la guerra risultante e costrinsero i loro creatori all'esilio da Rannoch. A seguito di ciò i Quarian persero la loro ambasciata sulla Cittadella.
- Razziatori: sono una razza di macchine altamente avanzate. I Razziatori risiedono nello spazio oscuro: lo spazio vasto, per lo più senza stelle, tra le galassie. Si ibernano lì, in letargo per cinquantamila anni alla volta, prima di tornare nella galassia. Queste macchine giganti sono antiche; il loro vero nome è sconosciuto. "Razziatori" era un nome conferito dai Prothean, i geth si riferiscono a loro come Antiche Macchine. Prima della loro nascita, la galassia era sotto la schiavitù dei Leviatani, che per risolvere il problema del conflitto tra organici e sintetici crearono un'intelligenza artificiale. Tuttavia, questa intelligenza si scagliò contro di loro, massacrandone la maggior parte e trasformandoli nel primo vero Razziatore, l'Araldo. I razziatori sono capaci di indottrinare altre specie. Ai razziatori si deve la costruzione della Cittadella e i portali galattici, opere realizzate rispettivamente per facilitare la mietitura delle altre specie.
- Vorcha: sono una specie originaria di Heshtok, un pianeta inabitabile a causa della sovrappopolazione e delle risorse terminate. I vorcha sono visti dalla società come parassiti che compiono lavori come lo spazzino, anche se molti sono arruolati come mercenari nel Branco Sanguinario. Sono la specie con vita più breve e a differenza delle altre specie il loro DNA non è soggetto all'evoluzione, perché i vorcha possiedono una capacità naturale di adattare e migliorare il proprio corpo in base alle esigenze richieste.
- Yahg: sono una specie senziente ed imponente nativi di Parnack, noti per essere aggressivi e violenti. Gli yahg possiedono un'ottima percettività e adattabilità mentale, sono molto muscolosi, ogni occhio studia attentamente l'avversario e i suoi movimenti e sono molto agili e forti. La specie venne scoperta dal Consiglio della Cittadella nel 2125 EC, quando la loro civiltà era una civiltà pre-spaziale, simile a quella umana del XX secolo. Una delegazione di ambasciatori del Consiglio cercarono un contatto diplomatico, ma vennero massacrati dalla specie. Durante l'impero dei prothean, gli yahg erano fisicamente più piccoli.

#### Storiche
- Prothean: sono un'antica razza aliena che misteriosamente scomparve oltre 50 000 anni fa. La specie nacque da un singolo pianeta e svilupparono un immenso impero galattico che ne comprendeva molte altre. Di loro non si sa molto, ma molti dei loro artefatti, rovine e tecnologie sono apparentemente sopravvissuti ai secoli in vari pianeti della Via Lattea. A loro si devono molte scoperte ed invenzioni tecnologiche, come la Cittadella o i portali galattici, anche se sono opere dei razziatori. Dopo essere diventati una società spaziale, entrarono in contatto con la specie estinta degli Inusannon, da cui appresero molte nozioni scientifiche. Durante la loro esistenza erano minacciati da una intelligenza artificiale, per questo decisero di unire le loro forze con quelle di altre specie, dando vita così al loro impero. Erano a conoscenza di altre specie, come le asari, gli hanar, i quarian, i volus e gli umani, quando ancora si trovavano nel loro stato primitivo. La causa della caduta del loro impero sono i razziatori, che entrarono in conflitto con i prothean. Molti prothean vennero indottrinati e subirono delle modifiche genetiche da parte dei loro nemici, che diedero vita quindi ad una nuova specie, ovvero i collettori.
- Rachni: i rachni sono una specie originaria di Suen, simile a degli insetti. I prothean li scoprirono al culmine del loro impero e provarono ad utilizzarli come arma da guerra contro i razziatori. L'esperimento fallì perché si ribellarono contro i loro padroni e per rispondere a questo attacco, i prothean distrussero 200 dei loro pianeti colonizzati. Un gruppo di salarian varcarono nel'1 EC un portale galattico di un sistema sconosciuto, incontrando così i rachni: entrati in contatto con la specie, i salarian vennero rapiti e utilizzati come libro di conoscenze per i rachni, che impararono come costruire una nave iperluce. Da qui, la specie si diffuse velocemente nella galassia e diedero vita alla "guerra dei rachni". Nell'80 EC la guerra volse al cambiamento, dovuto all'intervento dei krogan, che riuscirono a sconfiggere i rachni anche negli ambienti più ostili. I rachni vennero dichiarati estinti nel 300 EC.

### Andromeda
- Angara: Gli angara sono l'unica razza sapiente esistente conosciuta originaria dell'ammasso Heleus della galassia di Andromeda. La specie venne creata dalla razza dei jardaan, originari dello stesso ammasso. Sono dei mammiferi che possono vivere in condizioni difficili rispetto ad altre specie e elementi naturali, come l'energia radiante della loro stella, possono influenzare i loro corpi. Quando l'Iniziativa Andromeda entrò in contatto con gli angara, la specie stava conducendo una resistenza decennale contro gli invasori kett. Le nuove specie della Via Lattea vennero accolte con piacere dalla resistenza angara, anche se ha provocato la nascita di una fazione chiamata Roekaar, una forza paramilitare xenofoba ostile a tutti i non-angara. I Roekaar sono ufficialmente sconfessati dalla resistenza angara.
- Jardaan: sono una specie misteriosa responsabili della creazione degli angara e dei relictum. Anche se il loro aspetto rimane un mistero, le proporzioni delle volte e dei dispositivi trovati nell'ammasso Heleus suggeriscono che sia una specie con tratti fisici simili agli umani. Dopo una sorta di conflitto avvenuto secoli prima dell'arrivo dell'Iniziativa, un'arma fu fatta esplodere sulla loro stazione spaziale Khi Tasira che causò la diffusione del Flagello in tutto il sistema Heleus. Dopo questo evento catastrofico, i jardaan lasciarono l'ammasso senza mai tornare.
- Kett: sono una specie con uno scheletro di 332 ossa e numerose formazioni ossee che crescono anche esternamente sui loro corpi. Non possiedono organi riproduttivi, non si distinguono per sesso e si riproducono solo attraverso un processo artificiale che loro chiamano "esaltazione". Questa pratica potrebbe essere nata quando la loro genetica ha raggiunto un punto di stagnazione. I kett hanno iniziato ad aggiungere geni di altre specie nel proprio genoma per migliorare continuamente la loro specie, processo che chiamano "armonizzazione".
- Relictum: come gli angara, i relictum sono una creazione della specie jardaan. Sono delle macchine sintetiche che quando rilevano dai loro sensori un essere non-relictum, attaccano. Hanno corpi variabili e non sono senzienti.

## Accoglienza
Nel 2011 la rivista Play Generation classificò la serie di Mass Effect come una delle cinque migliori serie videoludiche ambientate nello spazio.
| Videogioco             | Media voto                               | Nota   |
| ---------------------- | ---------------------------------------- | ------ |
| Mass Effect            | 90/100                                   | [ 14 ] |
| Mass Effect 2          | 95/100                                   | [ 15 ] |
| Mass Effect 3          | 90/100                                   | [ 16 ] |
| Mass Effect: Andromeda | (PC) 72/100, (PS4) 71/100, (XONE) 76/100 | [ 17 ] |